# The Cranberries
The Cranberries (в переводе с англ. — «клюква») — ирландская рок-группа, созданная в 1989 году и добившаяся мировой известности в 1990-х.

## История

### Начало
В 1989 году в Лимерике братья Майк Хоган (бас-гитара) и Ноэл Хоган (гитара), Фергал Лоулер (ударные) и Ниалл Куинн (вокал) создали музыкальную группу  The Cranberry Saw Us. В этом составе коллектив записал мини-альбом Anything. Менее чем через год, в марте 1990 года, вокалист Ниалл Куинн вышел из состава группы, сосредоточившись на собственном проекте The Hitchers.

### Раннее творчество
После ухода Ниалла Куинна, к группе присоединилась вокалистка Долорес О’Риордан. На прослушивание она пришла с собственными текстами и музыкой к демозаписям группы. Предложив впоследствии черновую версию песни «Linger», она была принята в группу.
Первая демозапись нового состава состояла из трёх песен и была выпущена тиражом в 300 экземпляров. Группа распространяла демо-альбом по местным музыкальным магазинам. Кассеты разошлись в течение нескольких дней. Вдохновлённые музыканты разослали демозапись звукозаписывающим компаниям.
В 1991 году коллектив меняет название и The Cranberry Saw Us становится The Cranberries.
Демозапись заслужила внимание со стороны как британской прессы, так и звукозаписывающих компаний и стала предметом торгов между крупными лейблами Великобритании за право выпуска. В итоге группа подписала контракт с «Island Records». Первый сингл группы «Uncertain» полностью провалился. После неудачного концерта в Лондоне, где представители музыкальных компаний и журналисты, пришедшие посмотреть на «Будущую сенсацию рок-музыки», увидели четверых застенчивых подростков во главе со стеснительной вокалисткой, постоянно отворачивавшейся от публики, музыкальные издания раскритиковали ирландцев, хотя незадолго до выхода песни они же возлагали большие надежды на молодую группу из провинции, полагая, что этот коллектив "скоро сотрёт с лица земли всех своих конкурентов".
Неудача первого альбома и открывшаяся тайная сделка Пирса Гилмора с Island Records привели к расторжению контракта между группой и Гилмором, на место которого был приглашён Джефф Трэвис.

### Популярность и расцвет
После заключения контракта с продюсером Стивеном Стритом участники коллектива возобновили работу в студии, и в марте 1993 года альбом Everybody Else Is Doing It, So Why Can’t We? появился в музыкальных магазинах Великобритании. К концу года только в США он был продан в количестве миллиона экземпляров.
В 1994 году группа записала альбом No Need To Argue. В том же году Долорес вышла замуж за Дона Бёртона, гастрольного менеджера английской рок-группы «Duran Duran». Пара познакомилась, когда «The Cranberries» участвовала в гастрольном туре вместе с «Duran Duran» в конце 1993 года. Бёртон занялся организацией гастролей «The Cranberries». В результате ирландцы постепенно стали одной из самых успешных «гастрольных» групп Европы. Повлиял менеджер и на общий имидж подопечной команды. Бёртон настоял на том, чтобы The Cranberries «смягчила» стиль.
В 1999 году группа выступила в качестве камео в одном из эпизодов второго сезона популярного сериала «Зачарованные», где исполнила сингл «Just My Imagination».
После довольно большого перерыва, вызванного рождением ребёнка, Долорес и её группа была в оптимальной форме. Об этом говорили и песни The Cranberries с их четвёртого альбома. Три года, потраченные на вынужденный отдых и размышления, пошли группе на пользу. 
Во время записи пятого альбома в 2000 году Долорес вновь забеременела и большинство песен были посвящены этому радостному событию. Альбом вышел в октябре 2001 и не добился коммерческого успеха. Несмотря на это, он стал самым любимым у самих участников — ровные и спокойные композиции, редко перемежающиеся роковыми боевиками, передавали душевное уравновешенное состояние группы. Был проведён мировой гастрольный тур, после чего в 2002 году группа выпустила сборник лучших хитов, а с 2003 года, официально не объявляя о распаде, участники сосредоточились на своих сольных проектах.

### Временный отпуск, сольные проекты и воссоединение The Cranberries
С 2003 года The Cranberries находились во временном отпуске. Трое участников группы — Долорес О’Риордан, Ноэл Хоган и Фергал Лоулер — были заняты развитием своих сольных проектов. Майк Хоган открыл кафе в Лимерике и периодически играл на бас-гитаре на концертах брата.
В 2005 году группа Ноэла Хогана Mono Band выпустила одноимённый альбом, а с 2007 Хоган совместно с вокалистом Ричардом Уолтерсом занят разработкой нового проекта — группы Arkitekt, отметившейся релизом The Black Hair EP.
Дебютный сольный альбом Долорес О’Риордан Are You Listening? был выпущен 7 мая 2007 года, его релиз предварял сингл «Ordinary Day». Второй альбом No Baggage вышел 24 августа 2009 года.
Фергал Лоулер пишет песни и играет на ударных в своей новой группе The Low Network, которую он создал вместе со своими приятелями Киераном Кальвертом (участник группы Woodstar) и Дженнифер Макмэхон. В 2007 году вышел их первый релиз The Low Network EP.
9 января 2009 года Долорес О’Риордан, Ноэл и Майк Хоганы впервые за долгое время вместе выступили для Университетского философского общества в Тринити-колледже в Дублине. Это произошло в рамках присуждения Долорес высшей награды (для тех, кто не состоит в обществе) «The Honorary Patronage».
25 августа 2009 года в эксклюзивном интервью для нью-йоркской радиостанции 101.9 RXP Долорес О’Риордан официально подтвердила, что группа The Cranberries воссоединится в ноябре 2009 года для туров по Северной Америке и Европе (в 2010 году). В ходе тура будут исполнены новые песни с No Baggage, а также классические хиты.
В апреле 2011 года The Cranberries приступили к записи шестого студийного альбома, который получил название Roses. Альбом вышел 27 февраля 2012 года. 24 января 2012 года группа выпустила единственный клип на песню с этого альбома — «Tomorrow».
28 апреля 2017 года на лейбле «BMG» вышел новый альбом Something Else.
15 января 2018 года СМИ сообщили о скоропостижной кончине вокалистки группы, Долорес О’Риордан. Оглашение причины смерти было отложено до 3 апреля 2018 года, в то время как коронер ожидает результаты экспертизы. 6 сентября 2018 года опубликовано подтверждение о том, что причиной смерти стало утопление в ванне, вызванное алкогольным опьянением.
7 марта 2018 группа анонсировала ремастеринг своего дебютного альбома Everybody Else Is Doing It, So Why Can’t We в честь его 25-летия, с ранее не издававшимся материалом и бонус-треками того периода. Однако из-за смерти О’Риордан выпуск был отложен до конца 2018 года. Группа также решила завершить свой новый альбом, к которому О’Риордан перед своей смертью успела записать вокал. Ноэл Хоган подтвердил, что следующий альбом, который выйдет в 2019 году, станет для группы последним: «Мы доделаем этот альбом и поставим точку. Нет необходимости продолжать.»
15 января 2019 года в годовщину смерти Долорес группа выпустила первый сингл с предстоящего альбома In the End, «All Over Now».
19 марта 2019 года группа выпустила сингл «Wake Me When It’s Over».
26 апреля 2019 года был выпущен последний альбом In the End.

## Bлияние
Музыканты говорят, что на них больше всего повлияли The Smiths, The Cure, Joy Division, Siouxsie and the Banshees, Echo & the Bunnymen и The Clash.

## Участники
После смены солиста в начале творческого пути состав группы не претерпевал изменений. В легенде отражена основная роль каждого участника.
- Ноэл Хоган — гитара, бэк-вокал (1989—2003, 2009—2019)
- Майк Хоган — бас-гитара (1989—2003, 2009—2019)
- Фергал Лоулер — ударные (1989—2003, 2009—2019)
- Долорес О’Риордан — ведущий вокал, гитара, клавишные (1990—2003, 2009—2018; умерла в 2018)

Бывшие участники
- Ниалл Куинн — ведущий вокал, гитара (1989—1990)

Концертные музыканты
- Расселл Бертон — клавишные, гитара (1996—2003, 2012)
- Стив ДеМарчи[англ.] — ритм-гитара, бэк-вокал (1996—2003)
- Дэнни ДеМарчи[англ.] — клавишные, ритм-гитара, бэк-вокал (2009—2011; умер в 2020)
- Джоанна Кранич — бэк-вокал (2012)
- Оле Корецки — ритм-гитара (2017)

Временная шкала

## Дискография
- 1993 ― Everybody Else Is Doing It, So Why Can’t We?
- 1994 ― No Need to Argue
- 1996 ― To the Faithful Departed
- 1999 ― Bury the Hatchet
- 2001 ― Wake Up and Smell the Coffee
- 2012 ― Roses
- 2017 ― Something Else
- 2019 ― In the End[англ.][17]

## Упоминания
Во время вступительных титров фильма «Снайперы» (1998) звучит песня «Dreams».
В 5-й серии второго сезона сериала «Зачарованные» звучит песня «Just My Imagination».
В 5-й серии корейской драмы «Reply 1997» проигрывается песня The Cranberries «Ode to My Family».
Во время вступительных титров фильма «Собственность дьявола» звучит песня The Cranberries «God Be With You».
В фильме «Клик: с пультом по жизни» звучит песня The Cranberries «Linger».
В фильме «Вам письмо» звучит песня «Dreams».
В телесериале «Кухня» часто играет песня «Linger».